# Talara thiaucourti
Talara thiaucourti är en fjärilsart som beskrevs av Christian Gibeaux 1983. Talara thiaucourti ingår i släktet Talara och familjen björnspinnare. Inga underarter finns listade i Catalogue of Life.